# Inga Perk
Inga Perk, född 7 juni 1987 i Estniska SSR, Sovjetunionen, är en estländsk travhästskötare. Hon är mest känd som hästskötare till Readly Express då hon arbetade hos Timo Nurmos. Hon arbetar numera för Stall Goop, där Björn Goop är huvudtränare.
Under tiden hos Timo Nurmos segrade hennes passhäst Readly Express i bland annat Svenskt Trav-Kriterium (2015), Eskilstuna Fyraåringstest (2016), Svenskt Travderby (2016), Grand Prix l’UET (2016), Jubileumspokalen (2017), Europeiskt femåringschampionat (2017), Svenskt Mästerskap (2017, 2018), Prix Ténor de Baune (2017), Jämtlands Stora Pris (2017), Prix de France (2019), Grand Critérium de Vitesse (2019) och Finlandialoppet (2019).
Perk spenderade även långa perioder i Frankrike tillsammans med Readly Express.